# L'Heureux Échec
L'Heureux Échec est une nouvelle d'Herman Melville publiée en 1854.

## Historique
L'Heureux Échec : une histoire du fleuve Hudson est une nouvelle d'Herman Melville publiée en juillet 1854 dans la revue Harper's New Monthly Magazine.
En août 1853, Melville envoya trois « articles » à Harper & Brothers, certainement L'Heureux Échec, Le Violoneux et Coquerico !. Ces contes furent publiés sans nom d'auteur et restèrent dans la revue d'origine.

## Résumé
Le narrateur a rendez-vous avec son vieil oncle pour expérimenter un « Grand Appareil hydraulique-hydrostatique » destiné à assécher les marais. Avec le vieux domestique noir Yorpi, ils rament jusqu'à une île isolée de l'Hudson. Là, l'expérience ne se déroule pas comme prévu. C'est l'échec…

## Éditions en anglais
- The Happy Failure : A Story of the River Hudson , dans le n° 50 de la revue Harper's New Monthly Magazine  de juillet 1854.

## Traductions en français
- L'Heureuse Faillite, traduit par Armel Guerne, Falaize, 1951.
- L'Heureux Échec, traduction par Philippe Jaworski, Herman Melville, Œuvres, IV , Bibliothèque de la Pléiade, éditions Gallimard, 2010.